# The Long Tomorrow
The Long Tomorrow è un racconto breve a fumetti scritto da Dan O'Bannon nel 1975 e illustrato da Moebius.
In Italia è stato pubblicato da Panini Comics il 24 gennaio 2013.

## Origini
Nella sua introduzione alla raccolta francese di sue storie a fumetti The Long Tomorrow, Moebius scrisse:
Ho disegnato The Long Tomorrow nel 1975 mentre stavo lavorando con Alejandro Jodorowsky all'adattamento cinematografico di Dune. Inizialmente doveva essere Douglas Trumbull a occuparsi degli effetti speciali, poi non se ne fece più nulla e Jodorowsky ingaggiò al suo posto Dan O'Bannon. Dan venne a Parigi. Barba lunga, modi di vestire trasandati: il tipico californiano post-hippy, insomma. Il suo lavoro effettivo sarebbe cominciato soltanto al momento delle riprese, su degli elementi solidi e concreti. Siccome noi eravamo solo allo stadio dei preparativi, lui praticamente non aveva niente da fare e si annoiava. Per ammazzare il tempo disegnava. Dan è conosciuto soprattutto come sceneggiatore, ma è anche un eccellente disegnatore. Se l'avesse voluto, avrebbe potuto diventare un professionista del fumetto. Un giorno mi ha fatto vedere quello che stava disegnando. Era lo storyboard di The Long Tomorrow. Un racconto poliziesco classico, ma ambientato nel futuro. Ne fui entusiasta. Quando gli europei si lanciano in quel genere di parodia non ci riescono mai troppo bene: i francesi fanno troppo francese, gli italiani troppo italiano... In quel caso, invece, avevo sotto gli occhi una parodia che era più originale degli originali. Credendo di parodiarla, Dan perpetuava una tradizione. Siccome la storia era molto forte, ho immediatamente sentito che mi avrebbe permesso di folleggiare graficamente, in tutta libertà, senza i convenzionali artifizi che occorrono quando si deve riorganizzare il senso di un soggetto vago. Gli abiti di Pete Club, per esempio, sono veramente ai limiti del ridicolo, ben lontani dalla tradizione dell'impermeabile alla Bogart. Così per la gran parte degli elementi visivi. Ho seguito scrupolosamente la sceneggiatura di Dan. Mi piacerebbe che un giorno fossero pubblicate entrambe le nostre versioni, fianco a fianco. Siccome la storia è piaciuta a tutti, ho chiesto un seguito a Dan, ma non mi ha attratto, era soltanto un'avventura, e non l'ho mai disegnata. Dopo il fallimento di Dune, Dan mi chiamò per Alien, ma è un'altra storia.
Lo stile narrativo di The Long Tomorrow è ispirato ai film noir e alla letteratura poliziesca hardboiled, ma la storia è ambientata in un lontano futuro fantascientifico. La fusione di elementi fantascientifici e polizieschi avvicinano questa storia al tipo di narrativa che nei primi anni ottanta sarebbe emersa con il nome di cyberpunk. Il pioniere del genere William Gibson disse di The Long Tomorrow:
È giusto dire, e l'ho già detto in precedenza, che l'"aspetto" del romanzo Neuromante era influenzato in buona parte da alcuni lavori grafici pubblicati su Heavy Metal. Suppongo che questo valga anche per 1997: Fuga da New York di John Carpenter, Blade Runner di Ridley Scott e tutti gli altri prodotti caratterizzati dallo stile a volte denominato cyberpunk.
Il fumetto, in effetti, fu notato anche da Ridley Scott, costituendo un punto di riferimento estetico per Blade Runner. Nell'episodio di Guerre stellari L'Impero colpisce ancora, l'aspetto del droide sonda riprende chiaramente quello della sentinella della piattaforma di lancio di The Long Tomorrow.

## Pubblicazione
La storia fu pubblicata originariamente in due episodi sulla rivista francese Metal Hurlant nel 1976 e successivamente dall'americana Heavy Metal nei numeri 4 e 5 Vol. 1, usciti rispettivamente nei mesi di luglio e agosto 1977.